# Ядерна програма Індії
Ядерна програма Індії складається з програми ядерної енергетики (перша індійська АЕС введена в дію в 1969) і програми створення і розвитку ядерного озброєння (перше випробування ядерної зброї - операція «Усміхнений Будда» - проведена 8 травня 1974).

## Військова ядерна програма
Усміхнений Будда (позначення MEA: Pokhran-I) — це кодова назва першого успішного випробування ядерної зброї в Індії 18 травня 1974 року. Бомбу типу ядерного поділу було підірвано на випробувальному полігоні Pokhran індійської армії в Раджастані. За даними військової розвідки Сполучених Штатів, операція отримала назву «Щасливий Крішна». Міністерство закордонних справ Індії (MEA) назвало випробування мирним ядерним вибухом.
Апарат мав імплозійну конструкцію з плутонієвим сердечником. Він мав шестикутний поперечний переріз, 1,25 м (4 фути 1 дюйм) у діаметрі та важив 1400 кг (3100 фунтів). Він був зібраний, встановлений на шестикутній металевій тринозі і транспортований на випробувальний майданчик по рейках. Випробування було проведено о 8:05 за стандартним стандартним часом 18 травня 1974 року. Дані про точну ядерну потужність випробування були різноманітними та обмеженими, і джерела вказують на те, що бомба могла дати від шести до десяти кілотонн.
Початки ядерної програми Індії можна віднести до 1945 року, коли Хомі Бхабха заснував Інститут фундаментальних досліджень Tata за допомогою Tata Group. Після здобуття Індією незалежності 15 квітня 1948 року було прийнято Закон про атомну енергію, який заснував Індійську комісію з атомної енергії (IAEC).[1] Індія брала участь у розробці Договору про нерозповсюдження ядерної зброї, але зрештою вирішила не підписувати його [2]. У 1954 році було створено Департамент атомної енергії (DAE), який відповідав за програму розвитку атомної енергетики і отримав значну суму оборонного бюджету в наступні роки. У 1956 році в Тромбеї запрацював перший ядерний реактор під назвою APSARA, який став першим діючим реактором в Азії. Реактор CIRUS було передано Індії в рамках домовленості з Канадою та Сполученими Штатами в рамках програми «Атом заради миру». Індія створила місцеву програму виробництва уранового ядерного палива для реактора, на відміну від імпорту з інших країн.[1] У липні 1958 року тодішній прем'єр-міністр Джавахарлал Неру дозволив "Проекту Фенікс" побудувати завод з переробки з потужністю виробляти 20 тонн плутонієвого палива на рік з використанням процесу PUREX, розробленого американською корпорацією Vitro. Будівництво плутонієвого заводу почалося в 1961 році, а введено в експлуатацію в середині 1964 року.[1]
Цивільна ядерна програма виробництва електроенергії з ядерної енергії також була створена в цей період з планами будівництва нових атомних електростанцій з цією метою. Дискусії Неру з Бхабхою та Кеннетом Ніколсом, інженером армії США, показали його підхід і намір створити ядерну зброю як засіб стримування.[4] У 1962 році Індія була втягнута у війну з Китаєм, а Китай, який переслідував власну програму атомного розвитку, прискорив потребу Індії у розробці ядерної зброї [1]. У цей період Індія підписала угоду з Радянським Союзом про допомогу в будівництві ядерних реакторів в Індії [5].
Маючи два реактори, що працювали на початку 1960-х років, Бхабха брав участь у вивченні та розробці ноу-хау для виробництва ядерної зброї. У 1962 році до Закону про атомну енергію було внесено поправки, щоб надати набагато більше контролю центральному уряду. Бхабха також агресивно лобіював ядерну зброю та зробив кілька публічних промов з цього приводу. Він також підрахував, що ядерний пристрій з потужністю 10 кт коштуватиме 350 000 доларів США. Реактори не виробляли палива з очікуваною швидкістю, і зі смертю Неру в 1964 році програма сповільнилася [6]. Новий прем'єр-міністр Лал Бахадур Шастрі брав участь в індійсько-пакистанській війні 1965 року, а пізніше призначив фізика Вікрама Сарабхаї керівником ядерної програми. Через його ненасильницькі переконання Ганді Сарабхая попросили спрямувати програму на мирні цілі, а не на військовий розвиток.[7] Тим часом робота над проектуванням бомби тривала під керівництвом фізика Раджі Раманни, який продовжив дослідження технології ядерної зброї після смерті Бхабхи в 1966 році [6].
Після смерті Шастрі в 1966 році прем'єр-міністром стала Індіра Ганді, і робота над ядерною програмою відновилася. Хомі Сетна, інженер-хімік, керував розробкою плутонію. У проекті розробки та виробництва ядерного пристрою було задіяно всього 75 вчених через секретність проекту.[7] Раманна очолював проект, а П. К. Айенгар був його заступником, а до команди керівників також входили Сетна та Сарабхай.[8] Програма створення озброєнь була спрямована на виробництво плутонію, а не урану, а потім у 1969 році було накопичено достатньо плутонію для виробництва однієї ядерної бомби [6]. У 1968–69 роках Айєнгар очолював групу в Радянський Союз і відвідав ядерні дослідницькі установки в Дубні. Повернувшись до Індії, Айєнгар розпочав розробку швидкого накопичувача на плутонієвому паливі під назвою Пурніма під керівництвом Махадеви Шрінівасана. У 1969 році Р. Чідамбарам був залучений для дослідження використання плутонію.[9][10]
Одночасну роботу з виготовлення серцевини бомби та дизайну імплозії проводили групи під керівництвом фізика В. С. Рамамурті. Розробка детонаційної системи почалася в квітні 1970 року Пранабом Р. Дастідаром, який співпрацював з В. Д. Патвардханом у Дослідницькій лабораторії матеріалів високої енергії (ERDL) Організації оборонних досліджень і розробок (DRDO). У липні фізик Б. Д. Нагчаудхурі був призначений науковим радником міністра оборони та директором DRDO [9]. Нагчаудхурі та Раманна працювали разом, щоб набрати команду та встановити вимоги, необхідні для випробування ядерної зброї. Термінальна балістична дослідницька лабораторія (TBRL) DRDO розробила вибухові лінзи для системи імплозії. Шрінівасану та К. Субба Рао було доручено розробити моделі поділу та передбачити ефективність тесту. У квітні 1971 року Нагчаудхурі призначив Н. С. Венкатесана новим директором TBRL для допомоги в розробці системи імплозії. В.К. Ія займалася розробкою системи ініціатора нейтронів. У тому ж році Сетна змінив Сарабхаї на посаді голови Комісії з атомної енергії [9].
У грудні 1971 року, під час індо-пакистанської війни, уряд США відправив авіаносну бойову групу на чолі з USS Enterprise (CVN-65) у Бенгальську затоку, намагаючись залякати Індію. Радянський Союз відповів, відправивши з Владивостока підводний човен, озброєний ядерними ракетами, щоб стежити за оперативною групою США. Радянська відповідь продемонструвала стримуючу цінність і значення ядерної зброї та підводних човнів з балістичними ракетами для Індії. [11] Після того, як Індія отримала військово-політичну ініціативу над Пакистаном в індо-пакистанській війні 1971 року, роботи зі створення ядерного пристрою продовжилися. Апаратне забезпечення почалося створювати на початку 1972 року, і прем'єр-міністр дозволив розробку пристрою для ядерних випробувань у вересні 1972 року.
Індійська армія брала участь у підготовці до випробувань на полігоні Покран у Раджастані. Проект отримав кодову назву «Операція «Усміхнений Будда» (позначення MEA: Pokhran-I), тоді як за даними військової розвідки Сполучених Штатів, операція отримала назву «Щасливий Крішна».[13] Підготовку проводили цивільні вчені за підтримки індійської армії. Індіра Ганді тримала під жорстким контролем усі аспекти підготовки випробування, яке проводилося в умовах надзвичайної секретності. Окрім Ганді, лише її радники Пармешвар Хаксар і Д. П. Дхар були поінформовані. Дхар протестував проти випробування, побоюючись, що санкції, які настануть, вплинуть на економіку Індії [14] [13]. Міністр оборони Індії Джаджіван Рам був поінформований лише за кілька днів до цього, а Сваран Сінгх, міністр закордонних справ, отримав повідомлення лише за 48 годин.[15][16] Генерал Г. Г. Бівур, головнокомандувач індійської армії, і генерал-лейтенант Т. Н. Райна, командувач Західним командуванням Індії, були єдиними військовими командирами, які знали про випробування. [14] Випробування було названо мирною ядерною вибуховою речовиною (PNE). Пристрій був підірваний 18 травня 1974 року о 8:05 за IST, коли Дастідар натиснув кнопку стрільби. [14] [17] [18] [19]
Ядерну потужність випробування було важко визначити через нечіткі дані, надані індійськими джерелами. Незважаючи на те, що політики називали численні цифри в діапазоні від 2 до 20 кт, офіційний вихід енергії спочатку був встановлений на рівні 12 кт. Незалежні зовнішні сейсмічні дані та аналіз особливостей кратера показали нижчу цифру. Аналітики оцінюють видобуток від 4 до 6 кт, використовуючи звичайні формули перетворення сейсмічної магнітуди на видобуток. Пізніше і Сетна, і Айенгар визнали, що офіційний результат був перебільшенням. Айєнгар заявив, що врожайність становила 8-10 кт, що пристрій був розроблений для вироблення 10 кт, і що врожайність становила 8 кт «точно так, як було передбачено».[14][20]
Прем'єр-міністр Індії Індіра Ганді здобула велику популярність після випробування, яка впала після війни з Пакистаном у 1971 році. Загальна популярність та імідж партії Конгресу підвищилися, і вона була добре сприйнята в індійському парламенті. У 1975 році Сетна, Раманна та Нагчаудхурі були нагороджені Падма Вібхушаном, другою найвищою цивільною нагородою Індії. П'ятеро інших учасників проекту отримали Падма Шрі, четверту найвищу цивільну нагороду Індії. Індія постійно стверджувала, що це було мирне випробування ядерної бомби і що вона не мала намірів мілітаризувати свою ядерну програму. Однак, за словами незалежних спостерігачів, це випробування було частиною прискореної індійської ядерної програми [22]. 